# Societat Catalana d'Economia

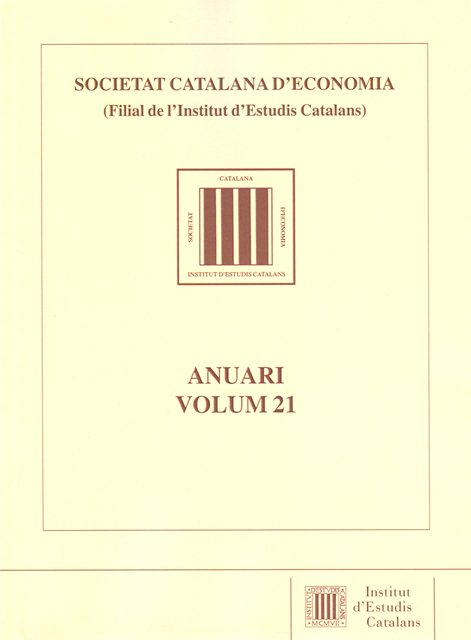
Anuari de la Societat Catalana d'Economia

Societat Catalana d'Economia (SCE) és una societat filial de l'Institut d'Estudis Catalans fundada el 1951 i que té com a finalitat l'estudi i la recerca econòmica i en procura la difusió. Per això organitza sessions de treball amb els afiliats destinades a presentar i discutir treballs publicats o en curs de preparació. Publica un Anuari de les seves activitats, en el qual es recullen també els textos de les conferències pronunciades en la Societat. La seva seu és al carrer Carme, 47 de Barcelona. Té uns 300 membres.
Els seus fundadors foren Lluís Duran i Ventosa, president Francesc Maspons i Anglasell i Joan Baptista Roca i Caball, vicepresident, i Salvador Millet i Bel, secretari, i assolí un centenar de membres. El 1977 fou reorganitzada sota la direcció de Josep Maria Muntaner i Pasqual (president), i Carles Gasòliba i Böhm (secretari). Des de 1991 in fins al 2022 convoca el Premi Catalunya d'Economia de caràcter biennal per tal de premiar la millor obra, treball o estudi sobre l'economia catalana. Des del 1996 s'alterna amb el Premi Societat Catalana d'Economia, i des del 1998 s'alterna triennalment amb el premi Ferran Armengol i Tubau sobre assegurances.
Des del 2022 convoca el Premi Taula de Canvi.

## Presidents
- Josep Maria Muntaner i Pasqual (1977-1985)
- Antoni Serra i Ramoneda (1985-1987)
- Joaquim Muns i Albuixech (1987-1993)
- Josep Jané i Solà (1994-2000)
- Pere Puig i Bastard (2000-2010)
- Eduard Arruga i Valeri (2010-2022)
- Jordi Galí i Garreta (2022-2024)
- Ada Ferrer i Carbonell (2024-)

## Premi Taula de Canvi Societat Catalana d'Economia
Aquest premi fou instituït per la Societat l'any 2023 amb l'objectiu de reconèixer la trajectoria investigadora. Ofert a un investigador o investigadora de menys de cinquanta anys vinculat a una universitat o centre de recerca del domini lingüístic català, en reconeixement de la seva contribució científica en qualsevol dels àmbits de l’economia. La dotació del premi és de cinc mil euros (5.000 €) i una peça artística commemorativa.

## Premi Societat Catalana d'Economia
Aquest premi fou instituït per la Societat l'any 1996 amb l'objectiu de reconèixer i estimular els esforços per a una investigació en economia d'alta qualitat. Ofert a la millor obra, treball o estudi en general sobre temes d'economia, realitzat dins l'àmbit dels Països Catalans, publicat o inèdit. Es convoca biennalment amb alternança amb el Premi Catalunya d'Economia.

## Premi Catalunya d'Economia
El Premi Catalunya d'Economia, de caràcter biennal, premia la millor obra, treball o estudi en general sobre l'economia dels Països Catalans. L'objectiu del Premi és reconèixer i estimular els esforços per a una investigació d'alta qualitat. El Premi pot recaure tant en persones de dins com de fora dels països catalans i pot ésser redactat en qualsevol llengua.

## Premi Ferran Armengol i Tubau
La Societat Catalana d'Economia, filial de l'Institut d'Estudis Catalans, i la Fundació Armengol i Mir amb l'objectiu de reconèixer i estimular els esforços per a una millor investigació en el camp de les assegurances i la cobertura del risc van instituir el Premi Ferran Armengol i Tubau.
El Premi, de caràcter triennal, pot recaure tant en persones de dins com de fora dels Països Catalans. La quantia del Premi és de 6.000 €, quantitat patrocinada per la Fundació Armengol i Mir, Mútua de Propietaris, Consell de Col·legis de Mediadors d'Assegurances de Catalunya i Col·legi d'Actuaris de Catalunya.